# George Nunatak
George Nunatak är en nunatak i Antarktis. Den ligger i Västantarktis. Inget land gör anspråk på området. Toppen på George Nunatak är 1 050 meter över havet, eller 53 meter över den omgivande terrängen. Bredden vid basen är 0,74 km.
Terrängen runt George Nunatak är platt åt sydost, men åt nordväst är den kuperad. Trakten är obefolkad. Det finns inga samhällen i närheten.